# 23091 Stansill
23091 Stansill è un asteroide della fascia principale. Scoperto nel 1999, presenta un'orbita caratterizzata da un semiasse maggiore pari a 2,7242147 UA e da un'eccentricità di 0,1376207, inclinata di 4,52279° rispetto all'eclittica.